# Učešće građana u procesu donošenja odluka
,,Učešće ili participacija građana podrazumeva različite aktivnosti kojima se građani uključuju u proces donošenja odluka od javnog značaja i tako neposredno utiču na kvalitet svog i života svojih sugrađana u okviru uže ili šire društvene zajednice u kojoj žive.’’
Učešće građana u procesu donošenja odluka jeste sastavni deo participativne demokratije i predstavlja mogućnost i pravo građana kao i predstavnika organizacija civilnog društva da utiču, i da učestvuju u kreiranju politika, kao i u donošenju odluka koje se njih tiču. Svojim delovanjem na ovaj način građani neposredno utiču na kvalitet svog, kao i na kvalitet života svojih sugrađana. Njihovo učešće može biti aktivno, koje se ostvaruje kroz aktivne uloge kada građani kroz mnogobrojne forme inicijativa i udruživanja ulaze u interakciju sa predstavnicima vlasti. Učešće građana dobija svoj puni oblik i efekat kada se građani okupljaju kako bi se informisali i razgovarali o problemima svoje zajednice, da bi zatim kao rezultat toga ponudili potencijalna rešenja predstavnicima vlasti, a zatim i uzeli učešće u implementaciji ponuđenih rešenja.
Početak procesa učešća građana u donošenja odluka, povezuje se začetkom neposredne, kao i participativne demokratije. Njene korene nalazimo na trgovima Antičke Grčke, gde su građani na najneposredniji način učestvovali u procesu donošenja odluka. Od tada do danas došlo do velikih promena u samom načinu učešća građana u prosecima donošenja odluka, a za pitanja od društvenog značaja se ne debatuje i ne iskazuje mišljenje na trgovima, već je za funkcionisanje ovih mehanizama  razvijen poseban institucionalan okvir.
,,Neposredna demokratija je integralna primena ideje demokratije kao neposredne vladavine naroda. Ona postoji kad se pripadnici jedne zajednice okupljaju na javnom mestu ili na jednom prostoru i odlučuju o javnim poslovima. Najraniji oblici neposredne demokratije pojavili su se u V i IV veku pre naše ere. Bile su to skupštine svih slobodnih građana u Atini (eklezije) na kojima su bile donošene državne odluke. Svi slobodni građani bili su, dakle, država, pa nije bilo potrebe za formiranjem posebnih državnih organa.’’

### Oblici učešća građana u donošenju odluka
Postoje razni oblici učešća građana u procesu donošenja odluka,  kao što su, na primer, prikupljanje podataka i dolaženje do informacija, zatim konsultacije koje vode do neposrednih pregovora, potom javne debate, itd. ,,Kao primer, metodologija Organizacije za ekonomsku saradnju i razvoj (OECD) predstavlja tri različita nivoa saradnje između građana i vlasti u izradi javnih politika: Informisanje, savetovanje i aktivno učešće.

#### Informisanje
Informisanje je prvo i osnovno pravo koje je osnovni činilac celog procesa učešća građana. Informisanje je jednosmeran proces i sprovodi se u smeru od vlasti ka građanima. Moguća su dva načina dolaska do informacija, prvi je taj kada vlast plasira informacije po sopstvenom nahođenju prema građanstvu, a drugi jeste taj kada građani na sopstvenu inicijativu dolaze do informacija, ili ih traže od određenih organa vlasti.

#### Savetovanje
Savetovanje je za razliku od informisanja dvosmeran proces. U ovom slučaju organi vlasti traže informacije, tačnije, savete od građana. Organi vlasti traže njihove komentare, mišljenja i iznošenje stavova o nekom problemu, ili na primer, o nekom nacrtu zakona. Ali, jako je bitno napomenuti da ukoliko organi vlasti traže angažovanje građana na ovaj način, moraju im dati adekvatne i istinite informacije.

#### Aktivno učešće
Aktivno učešće građana u procesu donošenja odluka se odnosi na viši nivo uključivanja, u odnosu na prva dva oblika saradnje. U ovom obliku su građani aktivno uključeni u sam proces. Kao primer može da se navede članstvo u radnim grupama.
Učestvovanje građana u procesu stvaranja politika se može sprovesti kroz mnogobrojne oblike. Neki od tih su istraživanja, informativni javni skupovi, peticije, seminari, sastanci i diskusije, javne rasprave, prikupljanje informacija na internetu sa zvaničnih sajtova organa vlasti.

### Normativni okviri
Pravila učešća građana mogu se regulisati putem obavezujućih pravnih dokumenata ili putem dokumenata koji nemaju nikakav obavezujući karakter. U prvom slučaju to su zakoni i pravilnici, a u drugom su standardi postupanja i kodeksi.

### Međunarodni okvir
Najznačajniji i najopštiji dokumenti koji formiraju pravni okvir učešća građana u Evropi su između ostalih sledeći:
- Univerzalna deklaracija UN o ljudskim pravima
- Evropska povelja o lokalnoj samoupravi
- Evropska povelja o aktivnom građanstvu
- Evropska povelja o učešću mladih u javnom životu na lokalnom i regionalnom nivou
- Preporuke Komiteta ministara Saveta Evrope[4]

,,U nekim zemljama, pravo učešća je regulisano čak i Ustavom (kao što je slučaj sa Mađarskom i Hrvatskom). Međutim, u brojnim drugim zemljama se ovo pitanje ne tretira na specifičan način u Ustavu, nego proizilazi iz drugih prava (na pr. iz slobode izražavanja, slobode udruživanja, prava na referendum).
Određeni aspekti građanskog učešća regulisani su i u zakonima o slobodi pristupa informacijama, u zakonima koji uređuju zakonodavni proces, a posebno u zakonima o učešću u zakonodavstvu, dok u slučaju učešća na lokalnom nivou, ovi aspekti su regulisani i zakonom o lokalnoj samoupravi. Mađarska je jedan primer gde postoje svi gore navedeni oblici. Osim Mađarske, pravo pristupa informacijama se detaljno se uređuje odgovarajućim zakonima Engleske i Hrvatske. Engleska, Mađarska i Hrvatska su dobri primeri zemalja gde je učešće građana u procesima donošenja odluka i kreiranju javnih politika na većem nivou.
Na lokalnom nivou, Engleska neguje dobru praksu, kako po primeni tako i po regulisanju učešća građana. Sporazumi i saradnje su im već toliko razvijeni, da se danas samo radi na njihovom unapređenju  sa ciljem da se njihova primena u praksi još više poboljša.
Neobavezujuća dokumenta primenjuju se u velikoj meri i imaju značajnog efekta u starijim državama članica EU-a, a sve više zauzimaju prostora u regionu centralne i istočne Evrope. Kako Engleska, takođe i Austrija, dobri su primeri za usvajanje neobavezujućih standarda, koji su stvoreni uključivanjem svih interesnih strana i očekuje se da budu poštovani od strane organa vlasti.’’

### Nacionalni okvir
Sa zemljama Zapadnog Balkana nije ovakav slučaj. ,,Nedovoljno učešće građana u pripremi propisa još uvek je jedna od osnovnih odlika procesa kreiranja javnih politika u Srbiji. U većini slučajeva, donosioci odluka izrađuju i donose propise bez konsultovanja javnosti, čime se propušta mogućnost da se prikupe značajne informacije i razmotre problemi iz prakse, što za posledicu ima usvajanje neprimenjivih rešenja koja zahtevaju nove izmene u veoma kratkom toku. Najznačajniji problemi u ovoj oblasti odnose se na neadekvatan pravni okvir za organizovanje i sprovođenje javne rasprave u procesu kreiranja javnih politika i propisa. Naime, postojeći pravni okvir ostavlja prostor da organi javne uprave, kao organizatori javnih rasprava, zadovolje formu i tek delimično suštinu. Tako, imamo slučajeve da i kada dođe do javne rasprave, ne postoji obaveza organa javne vlasti da obrazloži da li su i zašto su komentari i primedbe učesnika u javnoj raspravi prihvaćeni ili ne, te da u izveštajima o sprovedenoj javnoj raspravi informiše javnost o ishodu javne rasprave. Izveštaji o sprovedenim javnim rasprava se objavljuju retko, iako je ta obaveza utvrđena Poslovnikom Vlade. I pored toga što raste svest o potrebi uključivanja javnosti u proces kreiranja javnih politika, kao i broj propisa čije usvajanje prati javna rasprava, ovaj instrument se još uvek ne koristi u dovoljnoj meri.’’ Takođe je bitno napomenuti da po pitanju način učešća građana u procesu donošenja odluka, ne postoje jasno uređena pravila.
U Srbiji pravo učešća građana u procesu donošenja odluka nije definisano Ustavom. Postoje prava koja su zajamčena njime, a to su Pravo na obaveštenost (član 51. Ustava), Sloboda udruživanja (član 55. Ustava), Pravo na peticiju (član 56. Ustava), Sloboda mišljenja i izražavanja (član 46. Ustava).
Najčešće su mediji za izražavanje i ispunjavanje ovih prava organizacije civilnog društva. Oni su glavni medijumi za artikulisanje i sprovođenje učešća građana u procesu donošenja odluka u Srbiji. ,,Kada je u pitanju učešće građana u demokratskim procesima, izbori su i dalje jedina aktivnost u kojoj učestvuje većina građana. U drugim akcijama vezanim za rešavanje problema i donošenje odluka učestvuje znatno manji procenat građana, čak nešto manji nego prethodne godine. Ponovo se blago smanjio i procenat građana koji izražavaju i samu želju da utiču na odluke vlasti na lokalnom i na nacionalnom nivou.’’
Iz svega navedenog evidentno je da Srbija nema dovoljno ojačane mehanizme učešća građana u ovim procesima. Promene u Srbiji bi trebalo da se dešavaju ,,od vrha’’, naime, institucionalno i zakonski bi pre svega jasno trebalo da se utvrde pravila i regulacije, a tek nakon toga bi aktivno trebalo da se radi na sprovođenju učešća u praksi.
,,Pravno regulisanje i standardizacija postupaka konsultacija i javnih rasprava jeste preduslov za unapređenje procesa koji može doprineti kvalitetu propisa i dokumenata javnih politika, ali potrebna je i primena tako definisanog pravnog okvira da bi proces bio delotvoran. Praksa i dalje zavisi od volje javnih vlasti da uključe građane u proces kreiranja javnih politika i propisa i da interakciju s građanima posmatraju kao mogućnost za unapređenje procesa, a ne kao nametnutu obavezu.’’